# Dieter Schanz
Dieter Schanz (* 9. Dezember 1937 in Danzig, Freie Stadt Danzig) ist ein deutscher Politiker der SPD und ehemaliger Bundestagsabgeordneter.

## Leben
Schanz wurde am 9. Dezember 1937 in Danzig (Freie Stadt Danzig) geboren. Er machte eine Lehre als Bäcker und Konditor. Später bildete Schanz sich auf dem Zweiten Bildungsweg weiter und wurde Sozialarbeiter. Er ist evangelisch und hat zwei Kinder.

## Politischer Werdegang
Im Juni 1961 trat Schanz in die SPD ein. Er war von 1973 bis 1977 Ortsvereinsvorsitzender, von 1976 bis 1978 Mitglied im Unterbezirksvorstand und ab 1978 Unterbezirksvorsitzender der Oberhausener SPD.
Schanz ist Mitglied der Gewerkschaft Öffentliche Dienste, Transport und Verkehr (ÖTV), der Arbeiterwohlfahrt (AWO), des Arbeiter-Samariter-Bundes (ASB), der Aktion Friedensdorf e. V. Oberhausen sowie des Marie-Schlei-Vereins.

### Abgeordneter
Von 1983 bis 1998 zog er für vier Legislaturperioden mit einem Direktmandat im Wahlkreis Oberhausen in den Bundestag ein. Im Jahr 1987 bekam Schanz 59,1 %, 1990 55,5 % und bei der Bundestagswahl 1994 59,3 % der Stimmen.